# 恩贡寺
恩贡寺位于中国西藏自治区日喀则地区日喀则市江当乡，是一座藏传佛教格鲁派寺院。

## 历史
恩贡寺位于日喀则市江当乡境内的一座山坡上，地处318国道沿线。该寺被称作扎什伦布寺的母寺，是历世班禅传法的场所。恩贡寺始建于1505年，据说最初是萨迦派的喇嘛修建的小寺，该寺原名“印萨确吉普章”，有些汉文翻译作“安贡寺”。二世班禅索南却朗中年以后离开甘丹寺，返回故乡后藏恩萨地方，索南却朗回到故乡后，住在恩贡寺，招收僧徒，传习格鲁派，于是便成了格鲁派的寺庙。
1548年由三世班禅罗桑顿珠扩建。恩贡寺建立之初，规模不大，仅有大殿、佛堂和容纳13名喇嘛的住房。后用剩余土石在大殿西侧修建了一座四层大殿，称为阿拉白殿，意即“剩余建筑”。1566年洛桑顿珠圆寂后，其上首弟子克主杰扩建了供奉洛桑顿珠遗体的净殿，以及护法神殿，并迎请四世班禅罗桑确吉至恩萨寺。[四世班禅]任该寺赤巴的20年间，将寺庙建筑规模进一步扩大，在原寺庙内修建三层经堂，扩建了大殿、护法神殿、净殿以及藏经阁等，在大殿上加盖四世班禅的寝殿。大殿、护法神殿和神殿中主供佛为金刚大威德神像。此后，四世班禅将恩萨寺改称恩贡泽雪。恩贡寺内佛像、佛经和佛塔众多。佛像主要有用白响铜制作的释迦牟尼像、药王像、洛桑顿珠像、洛桑确吉坚赞金身像等。恩贡寺还收藏唐卡29幅、宗喀巴上首弟子撰写的《密集程序》草本、宗喀巴大师敬献大明皇帝书信、19卷《三部经卷论疏》和《噶当祖师殿》等39卷经文全集、佛经《甘珠尔》和《丹珠尔》、历代班禅经文全集和经言等。灵塔有洛桑顿珠灵塔、尊胜塔，南殿银塔主供佛祖释迦牟尼牙齿舍利，其周围有用汉银制作的甘丹旦增嘉措灵塔，以及金铜制作的吉祥法轮等。
恩贡寺虽然不大，但历史上与班禅世系关系密切。二世班禅、三世班禅均为恩贡一带人，且出自一家族。15世纪明朝年间，二世班禅自拉萨学经归来后，便住在恩贡寺传扬宗喀巴的格鲁派，原来信奉萨迦派的恩贡寺僧众皈依格鲁派之后，奉二世班禅为寺主。四世班禅为学习更多佛教知识，舍弃了恩贡寺活佛的身份，以普通喇嘛的身份赴扎什伦布寺学经，后因佛学知识渊博，出任扎什伦布寺寺主。十世班禅任命恩贡寺的恰扎活佛恰扎·强巴赤列为扎什伦布寺民主管理委员会主任。
恩贡寺有两个活佛系统，即恰扎活佛、斯布活佛。
1984年，国家拨5.5万元专款修复了恩贡寺。

## 建筑
恩贡寺由大殿、扎仓、憎舍组成。寺内的佛经、佛像、佛塔很多，主要有顶部拉章的释迦像、恩萨巴罗桑顿珠（三世班禅）的灵塔，许多尊胜塔，缎制大幅佛像唐卡29幅，宗喀巴首席弟子所撰《密集程序》草本，宗喀巴敬献给明朝皇帝的书信，三世班禅罗桑顿珠的宝座，历世班禅经文全集及经书等等。